# Dhuisy
Dhuisy est une commune française située dans le département de Seine-et-Marne en région Île-de-France.

## Géographie

### Localisation
Dhuisy est située à environ 11,5 km à l'est de Lizy-sur-Ourcq et à 9,5 km par la route, au sud-est de Crouy-sur-Ourcq.

### Communes limitrophes
| Coulombs-en-Valois | Germigny-sous-Coulombs Gandelu (Aisne) | Marigny-en-Orxois (Aisne)   |
| Vendrest           | Dhuisy                                 | Montreuil-aux-Lions (Aisne) |
| Cocherel           | Chamigny                               | Sainte-Aulde                |

### Géologie et relief
L'altitude de la commune varie de 117 mètres à 211 mètres pour le point le plus haut, le centre du bourg se situant à environ 157 mètres d'altitude (mairie). Elle est classée en zone de sismicité 1, correspondant à une sismicité très faible.

### Hydrographie
Le système hydrographique de la commune se compose de six cours d'eau référencés :
- le ru de Montreuil-aux-Lions ou ru des Bouillons, 8,15 km[4], affluent de la Marne ;
  - le ru de la Queue-Ouquet, 1,26 km[5], et ;
  - le fossé 01 de Claire Fontaine, 1,28 km[6], et ;
  - le ru du Cordier, 1,72 km[7], et ;
  - le fossé 01 de la Fosse Caron, 0,99 km[8], affluents du ru de Montreuil-aux-Lions ;
- le ru du Rhône, 7,41 km[9], affluent du Clignon.

La longueur totale des cours d'eau sur la commune est de 6,85 km.

### Climat
Pour des articles plus généraux, voir Climat de l'Île-de-France et Climat de Seine-et-Marne.
En 2010, le climat de la commune est de type climat océanique dégradé des plaines du Centre et du Nord, selon une étude du CNRS s'appuyant sur une série de données couvrant la période 1971-2000. En 2020, Météo-France publie une typologie des climats de la France métropolitaine dans laquelle la commune est exposée à un climat océanique altéré et est dans la région climatique Nord-est du bassin Parisien, caractérisée par un ensoleillement médiocre, une pluviométrie moyenne régulièrement répartie au cours de l’année et un hiver froid (3 °C).
Pour la période 1971-2000, la température annuelle moyenne est de 10,4 °C, avec une amplitude thermique annuelle de 15,4 °C. Le cumul annuel moyen de précipitations est de 766 mm, avec 12 jours de précipitations en janvier et 8,5 jours en juillet. Pour la période 1991-2020, la température moyenne annuelle observée sur la station météorologique la plus proche, située sur la commune d'Ussy-sur-Marne à 11 km à vol d'oiseau, est de 11,3 °C et le cumul annuel moyen de précipitations est de 726,5 mm,. Pour l'avenir, les paramètres climatiques de la commune estimés pour 2050 selon différents scénarios d'émission de gaz à effet de serre sont consultables sur un site dédié publié par Météo-France en novembre 2022.

### Milieux naturels et biodiversité

#### Réseau Natura 2000

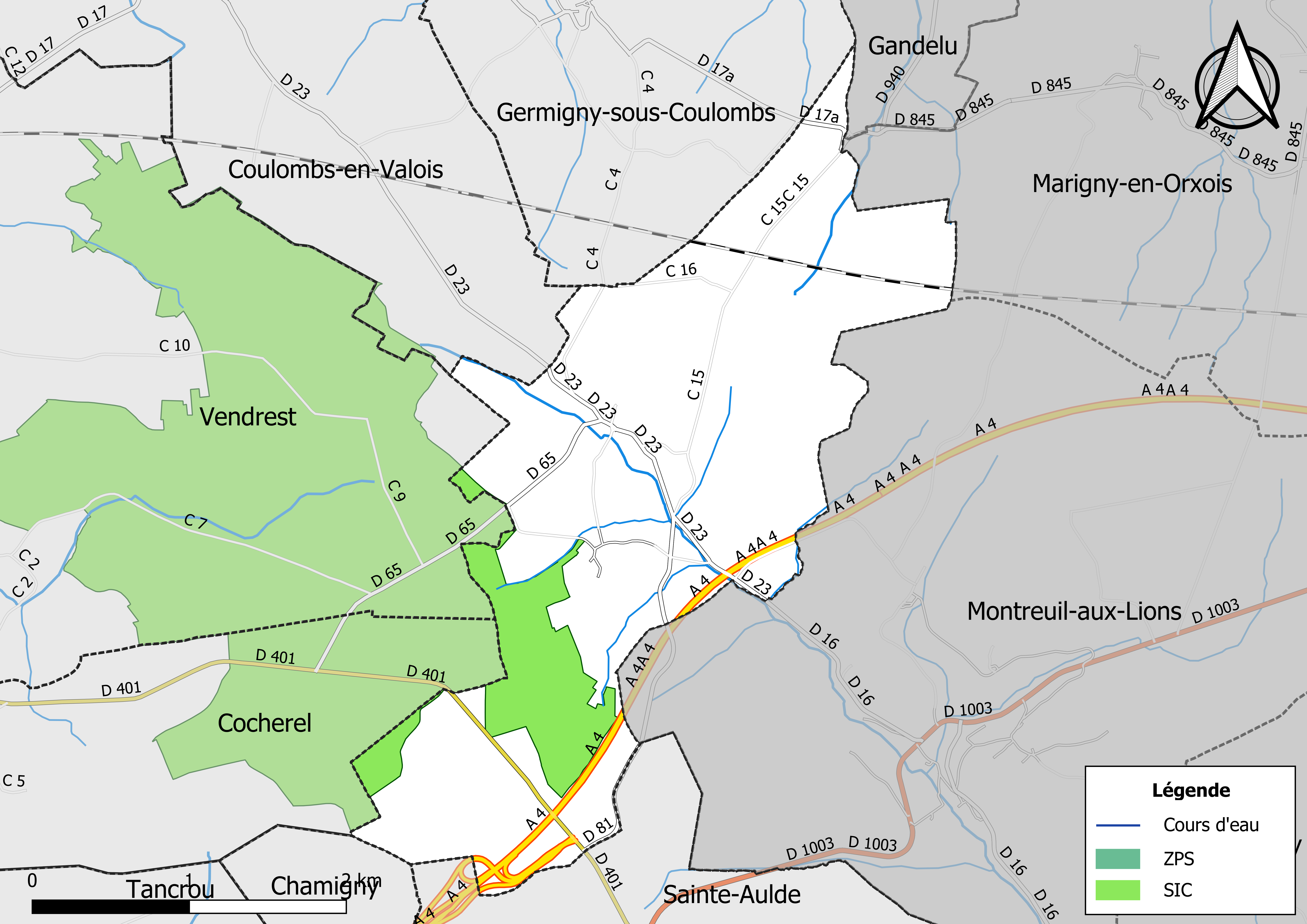
Sites Natura 2000 sur le territoire communal.

Le réseau Natura 2000 est un réseau écologique européen de sites naturels d’intérêt écologique élaboré à partir des Directives « Habitats » et « Oiseaux ». Ce réseau est constitué de Zones spéciales de conservation (ZSC) et de Zones de protection spéciale (ZPS). Dans les zones de ce réseau, les États Membres s'engagent à maintenir dans un état de conservation favorable les types d'habitats et d'espèces concernés, par le biais de mesures réglementaires, administratives ou contractuelles.
Un site Natura 2000 a été défini sur la commune au titre de la « directive Habitats », : le « Bois des réserves, des usages et de Montgé ». D'une superficie de 863 ha, il constitue un ensemble de milieux diversifiés comprenant en majorité des boisements. Une des plus importantes populations connues en Île-de-France de Sonneur à ventre jaune (Bombina variegata) est présente sur le site, ;

#### Zones naturelles d'intérêt écologique, faunistique et floristique
L’inventaire des zones naturelles d'intérêt écologique, faunistique et floristique (ZNIEFF) a pour objectif de réaliser une couverture des zones les plus intéressantes sur le plan écologique, essentiellement dans la perspective d’améliorer la connaissance du patrimoine naturel national et de fournir aux différents décideurs un outil d’aide à la prise en compte de l’environnement dans l’aménagement du territoire.
Le territoire communal de Dhuisy comprend une ZNIEFF de type 1,,, 
le « Bois de Montge à Cocherel » (122,66 ha), couvrant 3 communes du département
, et un ZNIEFF de type 2,, 
les « Bois des Réserves, bois des Usages, bois de Montge et boisements associés » (864,77 ha), couvrant 4 communes du département.

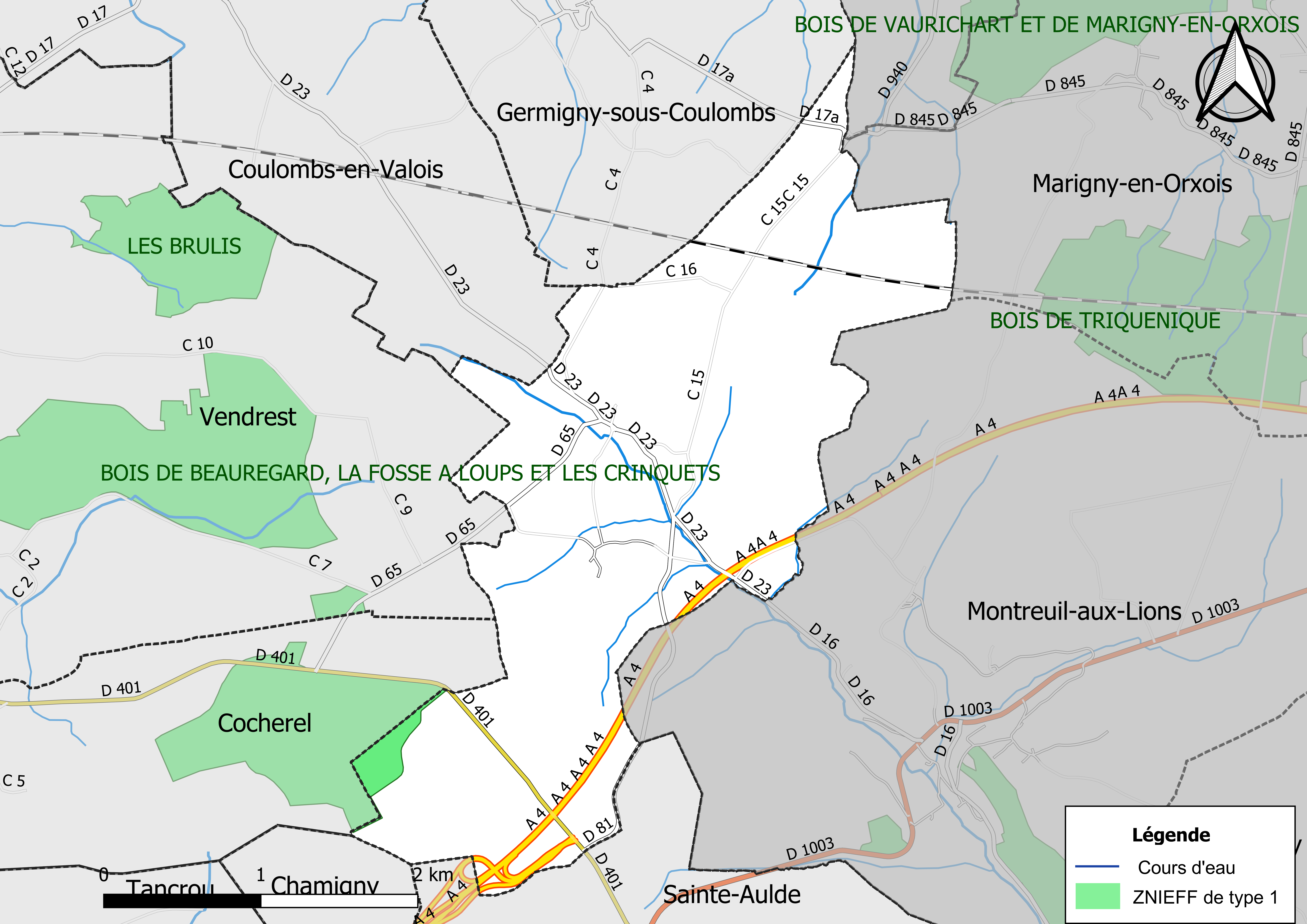
Carte des ZNIEFF de type 1 de la commune.
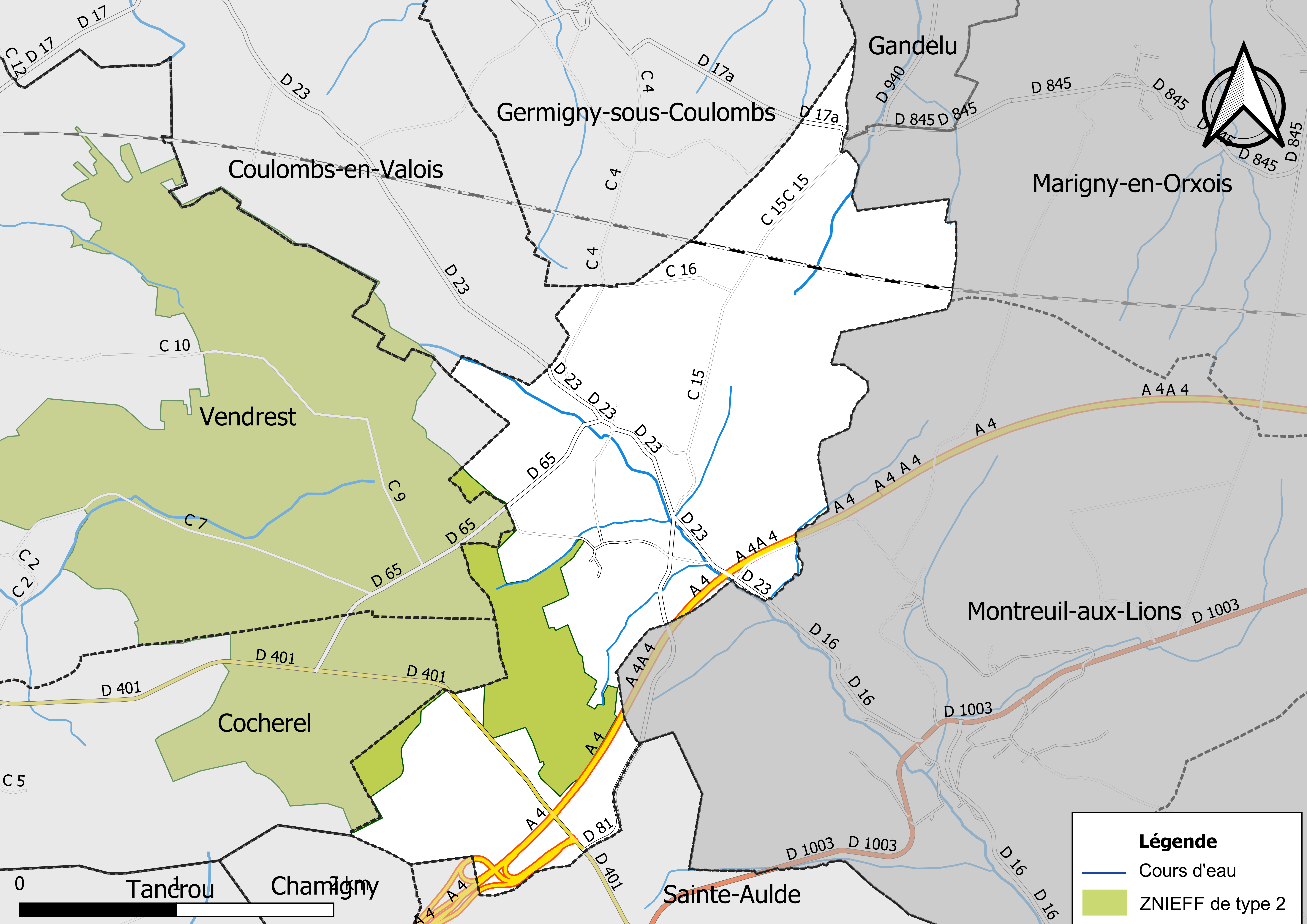
Carte des ZNIEFF de type 2 de la commune.

## Urbanisme

### Typologie
Au 1er janvier 2024, Dhuisy est catégorisée commune rurale à habitat dispersé, selon la nouvelle grille communale de densité à sept niveaux définie par l'Insee en 2022.
Elle est située hors unité urbaine. Par ailleurs la commune fait partie de l'aire d'attraction de Paris, dont elle est une commune de la couronne,. Cette aire regroupe 1 929 communes,.

### Lieux-dits et écarts
La commune compte 66 lieux-dits administratifs répertoriés consultables ici dont Chambardy (source : le fichier Fantoir).

### Occupation des sols
En 2018, le territoire de la commune se répartit en 63,7 % de terres arables, 30,2 % de forêts, 5,5 % de zones agricoles hétérogènes et 0,7 % de zones industrielles commercialisées et réseaux de communication.

### Logement
En 2016, le nombre total de logements dans la commune était de 141 dont 94,3 % de maisons et 5,7 % d’appartements.
Parmi ces logements, 82,3 % étaient des résidences principales, 8,5 % des résidences secondaires et 9,2 % des logements vacants.
La part des ménages propriétaires de leur résidence principale s’élevait à 80,2 % contre 17,2 % de locataires et 2,6 % logés gratuitement.

### Voies de communication et transports

#### Transports
La commune est desservie par la ligne d’autocars No 42 (Dhuisy - Lizy-sur-Ourcq) du réseau Trandev Pays de l’Ourcq.

## Toponymie
Le nom de la localité est mentionné sous les formes Disiae en 1160 ; Duisiacum vers 1160 ; Dusiacum en 1167 ; Beata Maria de Duseiis en 1170 ; Ecclesia de Dusiis en 1184 ; Duissis en 1275 ; Duysiacum en 1353 ; Duisy en 1529 ; Duizy en 1757 ; D'Huisy en 1847.
- Du gaulois duco, « source »[42].

## Politique et administration

### Liste des maires
| Période                                  | Période  | Identité          | Étiquette      | Qualité         |
| ---------------------------------------- | -------- | ----------------- | -------------- | --------------- |
| Les données manquantes sont à compléter. |          |                   |                |                 |
|                                          | 1983     | René Pasquier     |                | Décédé          |
| 1983                                     | 2008     | Bernard Beaufils  | Sans étiquette | Décédé à 97 ans |
| mars 2008                                | 2020     | Michèle Gloaguen  | Sans étiquette | Retraitée       |
| mars 2020                                | En cours | Isabelle Faoucher | Sans étiquette |                 |

## Population et société

### Démographie
L'évolution du nombre d'habitants est connue à travers les recensements de la population effectués dans la commune depuis 1793. Pour les communes de moins de 10 000 habitants, une enquête de recensement portant sur toute la population est réalisée tous les cinq ans, les populations de référence des années intermédiaires étant quant à elles estimées par interpolation ou extrapolation. Pour la commune, le premier recensement exhaustif entrant dans le cadre du nouveau dispositif a été réalisé en 2005.

En 2022, la commune comptait 330 habitants, en évolution de +10,74 % par rapport à 2016 (Seine-et-Marne : +3,92 %, France hors Mayotte : +2,11 %).
| 1793 | 1800 | 1806 | 1821 | 1831 | 1836 | 1841 | 1846 | 1851 |
| ---- | ---- | ---- | ---- | ---- | ---- | ---- | ---- | ---- |
| 377  | 407  | 448  | 445  | 417  | 419  | 404  | 423  | 409  |

| 1856 | 1861 | 1866 | 1872 | 1876 | 1881 | 1886 | 1891 | 1896 |
| ---- | ---- | ---- | ---- | ---- | ---- | ---- | ---- | ---- |
| 387  | 395  | 366  | 339  | 317  | 330  | 309  | 299  | 298  |

| 1901 | 1906 | 1911 | 1921 | 1926 | 1931 | 1936 | 1946 | 1954 |
| ---- | ---- | ---- | ---- | ---- | ---- | ---- | ---- | ---- |
| 290  | 290  | 268  | 254  | 233  | 216  | 193  | 198  | 185  |

| 1962 | 1968 | 1975 | 1982 | 1990 | 1999 | 2005 | 2006 | 2010 |
| ---- | ---- | ---- | ---- | ---- | ---- | ---- | ---- | ---- |
| 163  | 157  | 136  | 184  | 220  | 241  | 262  | 261  | 276  |

| 2015 | 2020 | 2022 | - | - | - | - | - | - |
| ---- | ---- | ---- | - | - | - | - | - | - |
| 298  | 317  | 330  | - | - | - | - | - | - |

### Sports
- Centre équestre à la ferme Neuve.

## Économie

### Revenus de la population et fiscalité
En 2018, le nombre de ménages fiscaux de la commune était de 122, représentant 317 personnes et la  médiane du revenu disponible par unité de consommation  de 24 800 euros.

### Emploi
En 2018, le nombre total d’emplois dans la zone était de 29, occupant 162 actifs  résidants (dont 10,7 % dans la commune de résidence et 89,3 % dans une commune autre que la commune de résidence).
Le taux d'activité de la population (actifs ayant un emploi) âgée de 15 à 64 ans s'élevait à 77,7 % contre un taux de chômage de 11,2 %. 
Les 11,2 % d’inactifs se répartissent de la façon suivante : 6 % d’étudiants et stagiaires non rémunérés, 2,8 % de retraités ou préretraités et 2,3 % pour les autres inactifs.

### Secteurs d'activité

#### Entreprises et commerces
Au 31 décembre 2019, le nombre d’unités légales et d’établissements (activités marchandes hors agriculture) par secteur d'activité était de 14 dont 2 dans l’industrie manufacturière, industries extractives et autres, 3 dans la construction, 1 dans le commerce de gros et de détail, transports, hébergement et restauration, 1 dans les activités immobilières, 4 dans les activités spécialisées, scientifiques et techniques et activités de services administratifs et de soutien, 2 dans l’administration publique, enseignement, santé humaine et action sociale et 1 était relatif aux autres activités de services.
En 2020, 4 entreprises ont été créées sur le territoire de la commune, dont 2 individuelles.
Au 1er janvier 2021, la commune ne disposait pas d’hôtel et de terrain de camping.

## Culture locale et patrimoine

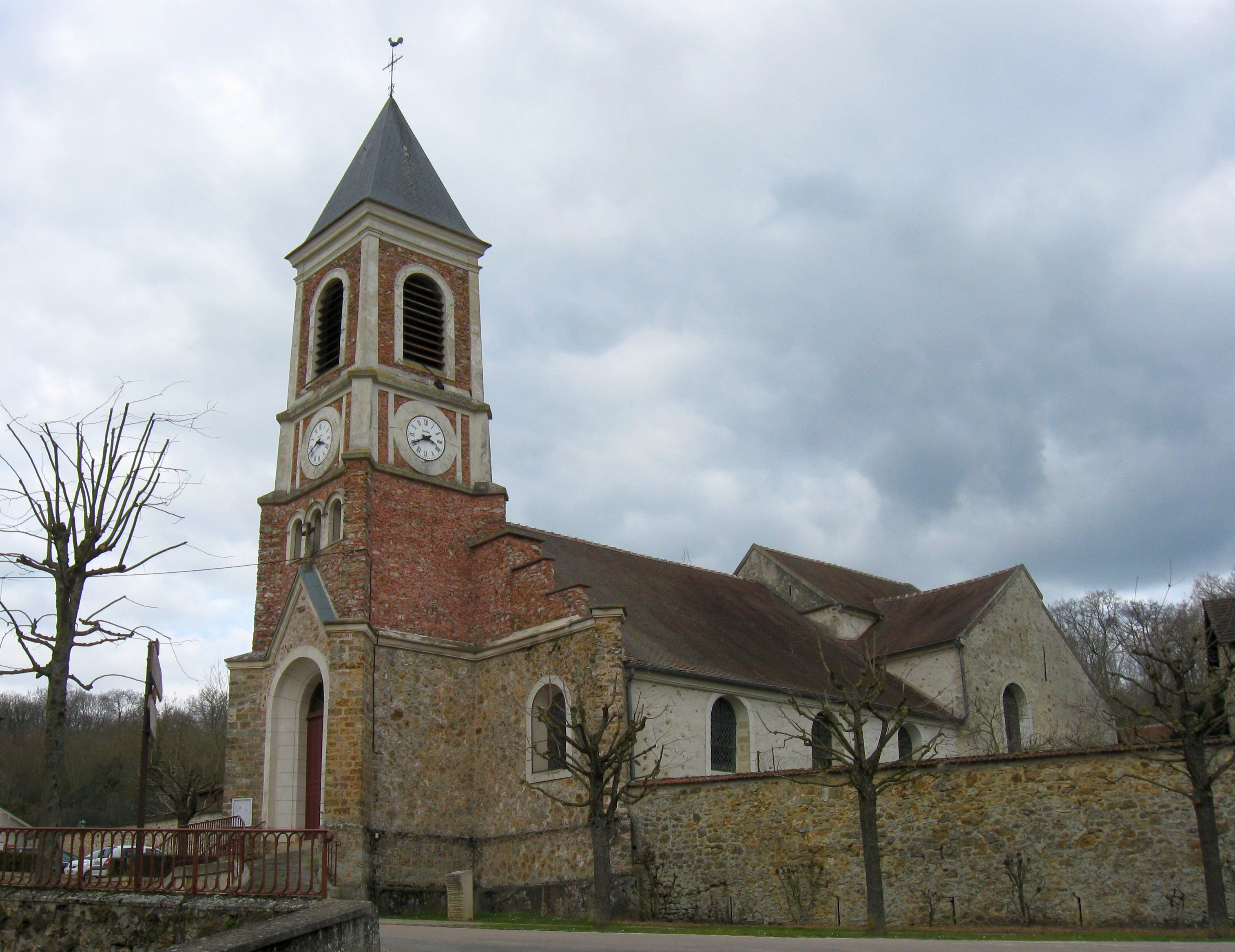
L'église Saint-Nicolas.

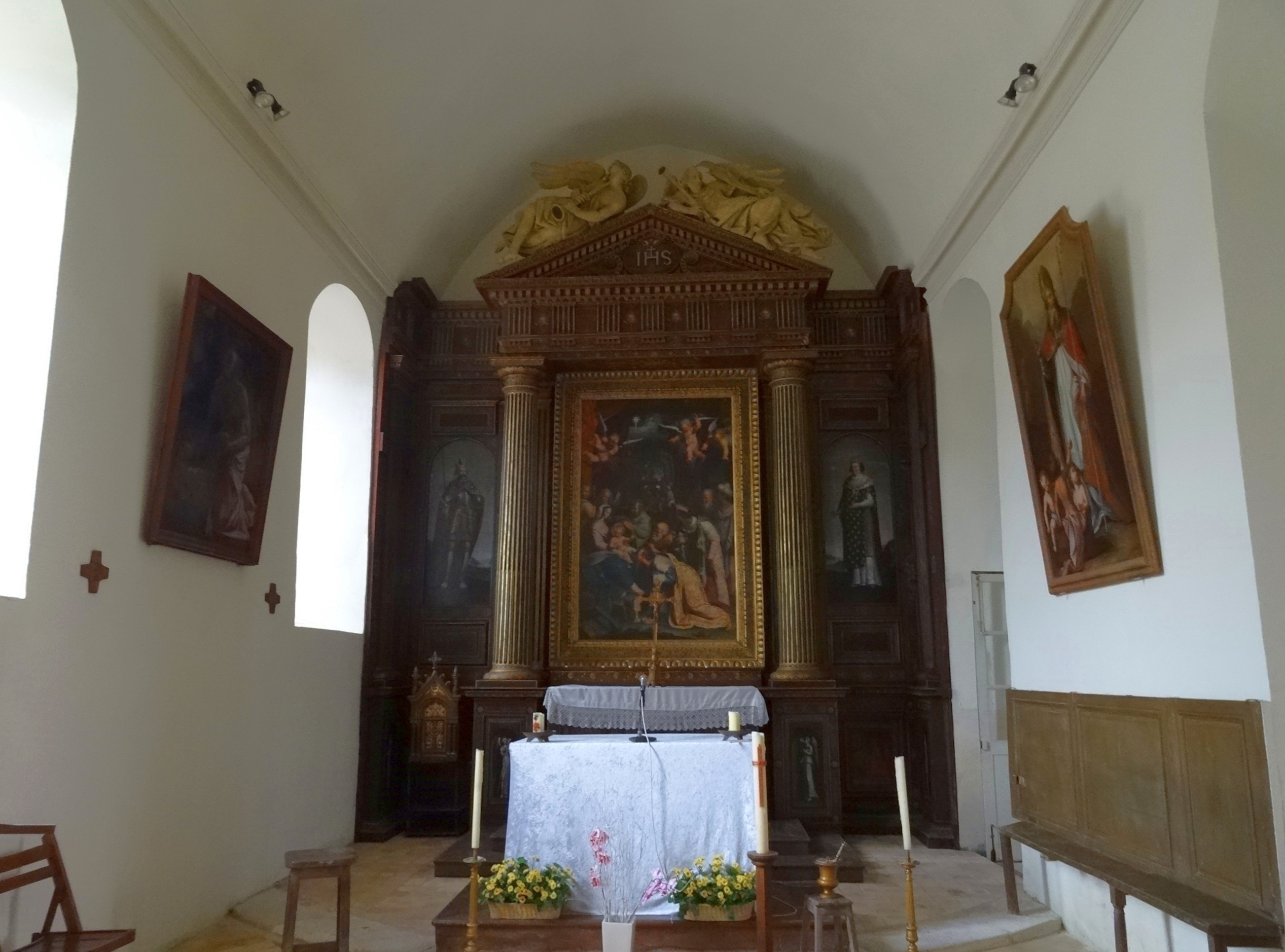
Maître-autel de l'église Saint-Nicolas.

### Monuments et lieux remarquables
La commune ne compte pas de monument répertorié à l'inventaire des monuments historiques (Base Mérimée).

### Autres lieux et monuments
- Église Saint-Nicolas[52],[53].

Le retable, restauré en 1997 et 1999, proviendrait de la chapelle du château de La Trousse, commune d'Ocquerre.
Le tableau d'autel, l'Adoration des Mages, est de Pierre Mignard, XVIIe siècle.
- Ferme Neuve, pigeonnier, XIXe siècle[54].
- Lavoir à quatre pentes de type impluvium.

### Héraldique
| Blason de Dhuisy | Blason  | De gueules à l'arbre d'or senestré d'un cerf passant du même, le tout sur une terrasse cousue de sinople chargée de deux feuilles de chêne d'or appointées en fasce par les pétioles; au chef cousu d'azur chargé de l'inscription «Dhuisy» en lettres gothiques d'or. |
| Blason de Dhuisy | Détails | |